# Jean-Yves Raimbaud
Jean-Yves Stephane Marcel Raimbaud (Évreux, 1958. január 21. – Párizs, 1998. június 28.) francia animátor és forgatókönyvíró. Leginkább az Oggy és a svábbogarak című animációs sorozat megalkotásáról ismert, amelynek hivatalos premierje posztumusz volt a France 3-on 1998. szeptember 6-án. Philippe Traversattal együtt alkotta meg az Űrdinkákat is, az első sorozatát, amelynek produceri munkáit a Gaumont Multimedia és a Xilam közösen végezte. Sikeres munkát végzett az Űrdinkák sorozattal, és az évek során az egyik legnézettebb és legnépszerűbb munkája lett hivatalos YouTube-csatornáján.